# Pietruszka (balet)
Pietruszka – burleska w 1 akcie, 4 obrazach.
- Libretto: Igor Strawinski i Aleksandr Benois;
- muzyka: Igor Strawinski;
- choreografia: Michaił Fokin;
- scenografia: Aleksandr Benois.

Praprapremiera: Paryż 13 czerwca 1911, Théâtre du Chatelet, Balety Rosyjskie Diagilewa.

Premiera polska: Warszawa 5 maja 1926, Teatr Wielki.
Osoby:
- Pietruszka – kukiełka z wędrownego teatrzyku
- Balerina – kukiełka
- Maur – kukiełka
- Czarodziej – właściciel teatrzyku kukiełek
- Cyganki, dwie uliczne tancerki, kataryniarz, woźnica, niańki, niedźwiednik, niedźwiedź, diabły, policjanci, chłopi, mieszczanie i mieszczanki, dzieci, handlarze, przekupki.